# Lixing-lès-Saint-Avold
Lixing-lès-Saint-Avold település Franciaországban, Moselle megyében. Lakosainak száma 672 fő (2022. január 1.). Lixing-lès-Saint-Avold Bistroff, Grostenquin, Laning, Lelling és Vahl-Ebersing községekkel határos.

## Népesség
A település népességének változása:
| Lakosok száma | 566  | 695  | 672  | 721  | 699  | 700  | 682  | 673  | 670  | 672  |
|               | 1968 | 1982 | 1990 | 2006 | 2013 | 2015 | 2017 | 2019 | 2020 | 2022 |